# "Holcoceroides" scythrella
Holcoceroides là một chi bướm đêm thuộc họ Blastobasidae. Chi này chứa một loài duy nhất, Holcoceroides scythrella, được tìm thấy ở Nga.